# Novena de Aguinaldos

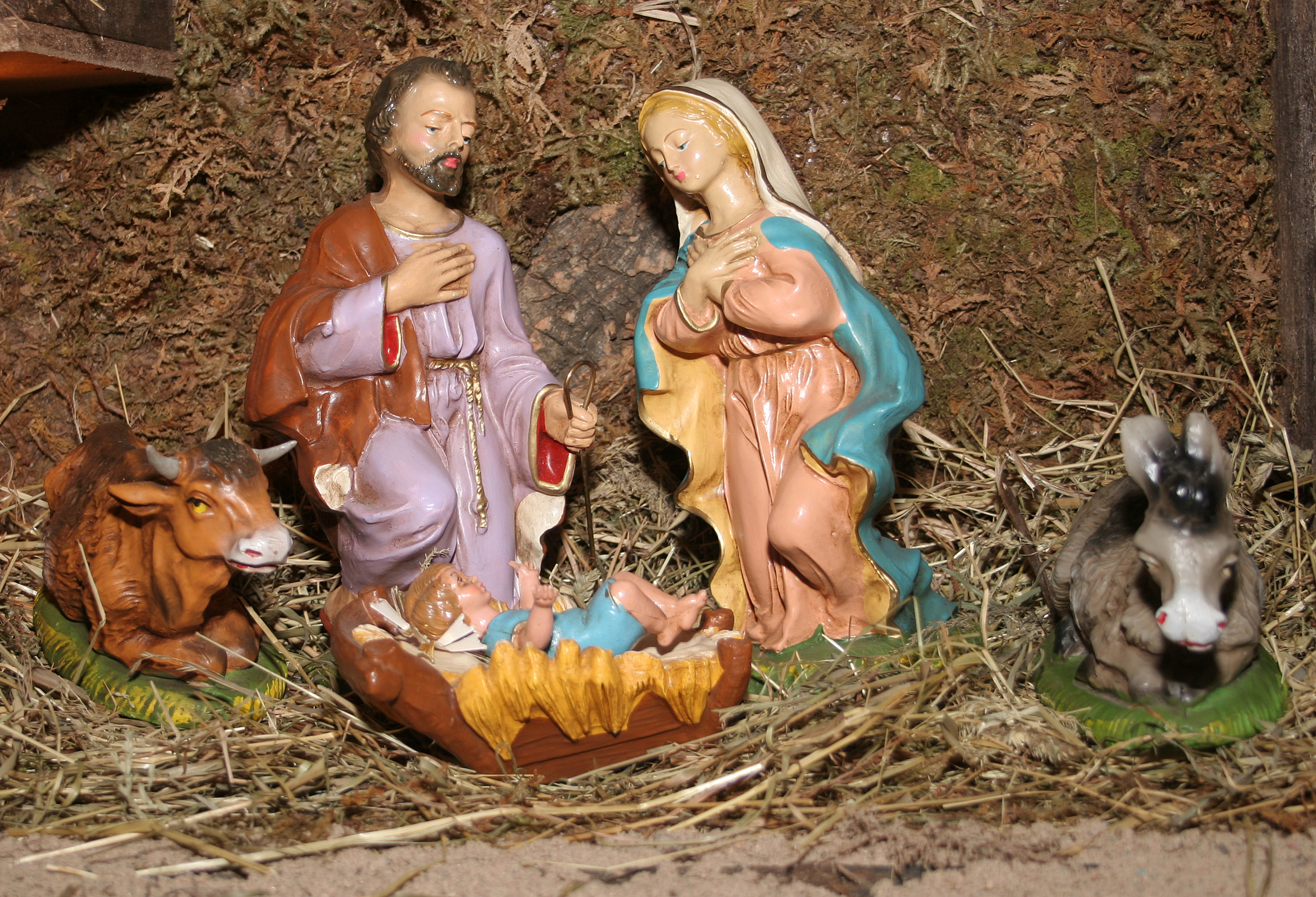
Die Novene wird üblicherweise rund um die Weihnachtskrippe gebetet

Die Novena de Aguinaldos (dt. etwa Novene der Weihnachtsgaben) ist ein katholischer Brauch im Advent in Kolumbien, Venezuela und Ecuador.
An den neun Tagen vom 16. bis zum 24. Dezember werden im häuslichen und Nachbarschaftskreis täglich Gebete verrichtet, die sich auf die neun Monate vor der Geburt Jesu beziehen. Der zugrunde liegende Text stammt von dem Franziskanerpater Fernando de Jesus Larrea (geb. 1700 in Quito) und wurde von Mutter Maria Ignacia Acosta, erweitert.
Im Anschluss an das Gebet findet häufig ein gemeinsames Essen statt, und es werden die Villancicos, traditionelle Weihnachtslieder, gesungen.

## Bezeichnung
Der Terminus Aguinaldo wird als Begriff für Weihnachtsgeschenk verwendet.
Im Wörterbuch der Königlich Spanischen Akademie wird er von aguilando abgeleitet, welches seinerseits eine Korrumpierung des lateinischen hoc in anno, also in diesem Jahr darstelle. Dagegen wird der Term im Diccionario general etimológico de la lengua española von Eduardo de Echegaray von einem keltischen Wort eguinand mit der Bedeutung Neujahrsgeschenk abgeleitet.